# Rozumná funkce
Rozumná funkce je poněkud neurčitý pojem používaný v matematice a fyzice při méně přesném vyjadřování. V běžném významu je například při výpočtu rozumná taková funkce, pro kterou jsou použité operace definovány, a výsledky konečné.
Často takovými vlastnostmi funkcí jsou
- spojitost funkce,
- hladkost (diferencovatelnost) funkce,
- omezenost funkce.

Při použití ve fyzice často význam rozumná splývá s fyzikální, tzn. daná funkce se vyskytuje při popisu reálně existující fyzikální situace, nejedná se o „umělý“, ryze teoretický konstrukt, který nemá odraz v realitě.
Pokud jde o funkce nad komplexními čísly, prakticky vždy se za rozumné funkce považují funkce holomorfní. Nejenže jsou spojité, ale mají v každém bodě derivace všech řádů. Naopak všechny funkce neholomorfní se chovají značně nerozumně.

## Příklady nerozumných funkcí
Nelze obecně popsat, co znamená rozumná funkce, ale lze uvést příklady některých funkcí, které se za rozumné nepovažují téměř nikdy. Takové nerozumné funkce pak často slouží jako protipříklady v různých matematických důkazech.
- Dirichletova funkce (funkce, která nikde není spojitá),
- Weierstrassova funkce (funkce, která je všude spojitá, ale nemá v žádném bodě derivaci),
- charakteristická funkce Cantorova diskontinua,
- charakteristická funkce neměřitelné množiny,
- funkce {\displaystyle \sin {\tfrac {1}{x}}} v okolí 0.

## Další příklady rozumného chování
- Euklidovský prostor se chová lépe než neeuklidovská geometrie.
- Borelovská množina se chová rozumněji než libovolná množina reálných  čísel.
- Prostory s celočíselnou dimenzí se chovají lépe než prostory s fraktální dimenzí.
- Prostory konečné dimenze se chovají lépe než prostory nekonečné dimenze v lineární algebře.